# Isaak Jakowlewitsch Masel
Isaak Jakowlewitsch Masel (russisch Исаак Яковлевич Мазель; * 1911 in Minsk; † 31. März 1945 in Taschkent) war ein sowjetischer Schachmeister.

## Leben
Masel erreichte Ende der 1920er Jahre seine ersten Schacherfolge in Belarus. Danach siedelte er nach Moskau über. Im Zweiten Weltkrieg war er als Oberleutnant der Roten Armee in Taschkent stationiert und lebte dort mit Olga Rubzowa.
Isaak Masel war ein Verwandter des tschechischen Schachkomponisten Eduard Mazel (* 24. Dezember 1859; † 27. Dezember 1943).

## Schachspieler
1931 belegte er mit 9 aus 17 in der 7. UdSSR-Meisterschaft Platz 8-9. Im gleichen Jahr wurde er Meister des Sports. 1934 gewann er ein Match gegen Hans Kmoch mit 2½ zu 1½. Bei der 9. UdSSR-Meisterschaft 1934/35 in Leningrad belegte er mit 8½ aus 19 Platz 15-16. 1941/42 wurde er Meister Moskaus, nachdem er bereits 1933/34 2.–3. geworden war.
Seine höchste historische Elo-Zahl lag bei 2531 im Juni 1938, er war damit 78. der Weltrangliste.